# Haploposthiidae
Famille
Les Haploposthiidae sont une famille de l'embranchement des Acoela.

## Liste desgenres
- Adenocauda Dörjes, 1968
- Afronta Hyman, 1944
- Deuterogonaria Dörjes, 1968
- Haplogonaria Dörjes, 1968
- Haploposthia An der Lan, 1936
- Kuma Marcus, 1950
- Parahaplogonaria Dörjes, 1968
- Parahaploposthia Dörjes, 1968
- Praeanaperus Faubel & Regier, 1983
- Pseudohaplogonaria Dörjes, 1968
- Pseudokuma Dörjes, 1968
- Simplicomorpha Dörjes, 1968

## Référence
- Westblad, 1948 : Studien ueber skandinavische Turbellaria Acoela. V. Arkiv för Zoologi utgivet av Kongliga Svenska Vetenskapsakademien Band 41A-7 pp. 1-82.